# Fórum das Ilhas do Pacífico
O Fórum das Ilhas do Pacífico é uma organização inter-governamental que visa reforçar a cooperação entre os países independentes do Oceano Pacífico e representar os seus interesses. Foi fundada em 1971 como Fórum do Pacífico Sul. Em 2000, o nome foi mudado; Fórum das Ilhas do Pacífico é mais abrangente do Fórum da Oceania, que mede a adesão do lado norte e os países insulares do Pacífico Sul e Austrália.
Os membros do Fórum membros são: Austrália, Ilhas Cook, Estados Federados da Micronésia, Fiji, Kiribati, Ilhas Marshall, Nauru, Nova Zelândia, Niue, Palau, Papua-Nova Guiné, Samoa, Ilhas Salomão e ilhas Tonga, Tuvalu e Vanuatu. Desde 2006 Timor Leste, e os territórios ultramarinos franceses da Nova Caledônia e Polinésia Francesa são membros associados.
As decisões do fórum são implementadas pelo Secretariado do Fórum das Ilhas do Pacífico. Bem como o seu papel na concertação de posições regionais em várias questões políticas e de diplomacia, o Secretariado do Fórum tem programas de técnico em desenvolvimento econômico, transporte e comércio. O Secretário-Geral Fórum das Ilhas do Pacífico é o presidente permanente do Conselho de Organizações Regionais do Pacífico (CROP).
A Nova Zelândia e a Austrália são muito maiores em população (com exceção da Papua-Nova Guiné) e muito mais ricos do que os outros pequenos, pobres e, em alguns casos, completamente empobrecidas nações insulares que compõem o resto do fórum. Eles são doadores importantes e grandes mercados para as exportações (por exemplo, através de um acordo de tarifas preferenciais as exportações de têxteis a partir de Fiji para a Austrália). A população da Austrália é de cerca o dobro que a dos outros 15 membros combinados e sua economia é cinco vezes maior superior. Nas Ilhas Salomão (2003 -) e Nauru (2004-2009), forças militares e policiais, principalmente da Austrália e Nova Zelândia, fizeram recentemente parte da manutenção da paz regional e operações de estabilização. Tais esforços regionais estão mandatados pela Declaração de Biketawa, que foi adotada na Cúpula de 31 Líderes do Fórum das Ilhas do Pacífico, realizada em Kiribati, em outubro de 2000.
Entretanto, em fevereiro de 2021, cinco nações decidiram retirar-se deste fórum, nomeadamente a Micronésia, Nauru, Kiribati, Ilhas Marshall e Palau, anunciando ter iniciado o processo da sua saída.